# 生井怜
生井怜（なまい さとし 1981年8月14日 - ）は、日本の陸上選手。

## 経歴
小さいころから、箱根駅伝への出場に憧れており、藤沢市立大庭中学校で陸上競技を始める。藤沢翔陵高校を経て東海大学に進学した。
東海大学時代の2003年に全日本大学駅伝対校選手権大会優勝（1区）と第15回出雲全日本大学選抜駅伝競走では4区6.5kmを18分29秒で走り区間賞を獲得した。2004年の第80回箱根駅伝準優勝（1区）に貢献し東海大学黄金期の主力として活躍をする。2004年に大学を卒業し、スズキ陸上競技部に所属した。
2005年7月9日に、静岡県小笠山総合運動公園スタジアムで行われた静岡県選手権の男子5000mでは14分28秒84で優勝した。
2006年に中部実業団駅伝優勝（1区）やニューイヤー駅伝に出場し活躍した。
2008年スズキ陸上部が駅伝出場を辞退したことや体力の衰えから、2009年5月にスズキ陸上部を退部した。同年の湘南国際マラソンでは2時間27分32秒で優勝した。
2013年3月24日に茨城県古河市で行われた第1回サンスポ古河はなももマラソンの10キロ男子の部で優勝した。2013年現在、神奈川衛生学園で鍼灸師を目指して学んでいる。

## 人物
- ラストスパートを得意としていた。
- 性格は細かい事にはこだわらない典型的なＯ型。得意料理は和食。甘い物には目がない。[7]
- 元Winkの相田翔子[8]と、元プロ野球選手工藤公康[7]の大ファン。
- 30代からは対面人狼にハマっている。